# بعثة براتفاج

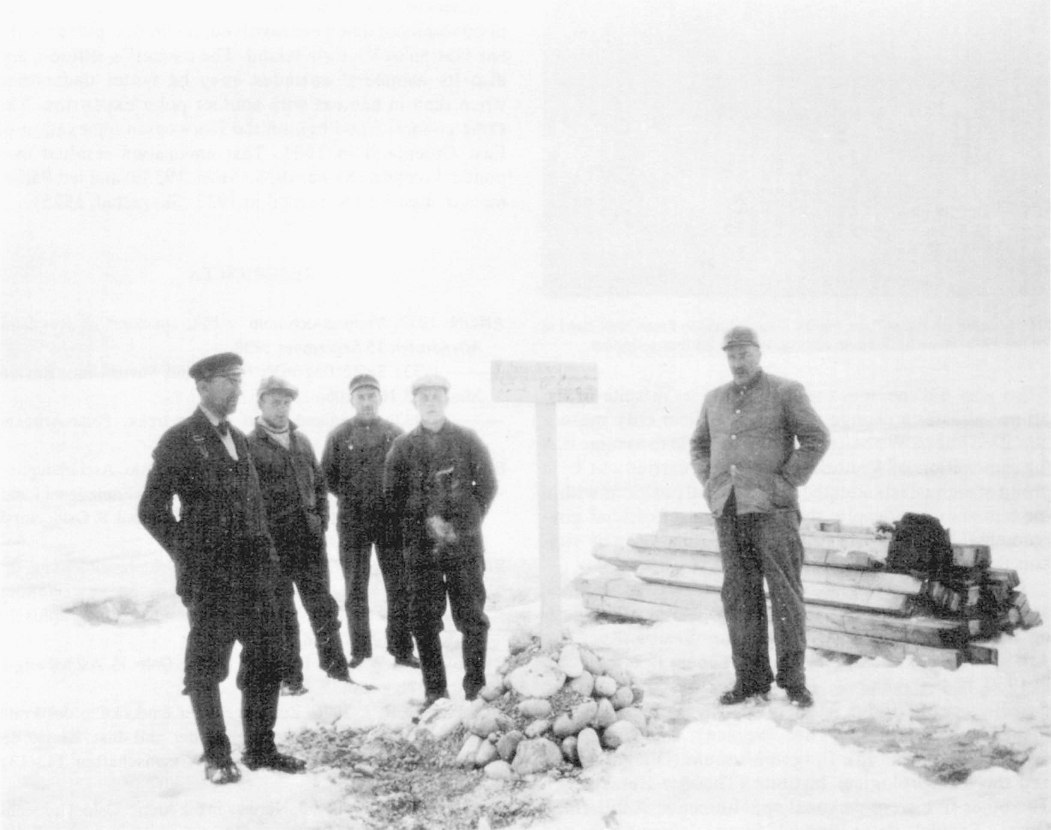
صورة التقطها جونار هورن لفريق الهبوط في جزيرة فيكتوريا في 8 أغسطس 1930.

كانت بعثة براتفاغ رحلة استكشافية نرويجية في عام 1930 بقيادة الدكتور جونار هورن ، وكانت مهامه الرسمية هي صيد الفقمات ودراسة الأنهار الجليدية والبحار في منطقة سفالبارد في القطب الشمالي . اسم البعثة الاستكشاف مأخوذ من سفينتها M/S Bratvaag الأوليسوندية ، التي أبحر فيها القبطان بيدير إلياسن [الإنجليزية] في البحار القطبية الشمالية لأكثر من عشرين عامًا. كان لبعثة براتفاغ مهمة سرية و مهمة و هي احتلال جزيرة فيكتوريا للنرويج . حقق الطاقم هبوط ناجح على الجزيرة، برغم من ذلك قدر الاتحاد السوفيتي على ضم الجزيرة في وقت لاحق. بالرغم من فشلها في مهمتها الاصلية، أصبحت بعثة براتفاج مشهورة بفضل العثور على بقايا المستكشف السويدي إس إيه أندريه في رحلة منطاد القطب الشمالي عام 1897 على كفيتويا.

## اكتشاف بقايا بعثة إس إيه أندريه
جزيرة كفيتويا كانت بالعادة لا يمكن الوصول إليها من قبل صيادي الفقمات و صيادي الحيتان نظرا لأنها كانت في أغلب الأوقات محاطة بجدار من الجليد القطبي السميك و غالبا لأنها كانت محجوبة بسبب الضباب الجليدي الكثيف. مع ذلك كانت معروفة انها اراضي صيد وفيرة لصيد حيوان الفظ. كان عام 1930 عاما دافئا بشكل استثنائي، حيث كان البحر تقريبا خاليا من الجليد. كان الضباب خفيفا عصر ذلك اليوم لذا قرر بعض الرجال ان يقربوا من الجزيرة لاصطيد حيوان الفظ و بعض الاستكشاف العلمي. صيادو الفقمات نزلوا على الجزيرة و بدأوا الصيد، في الوقت البقاء على الجزيرة اثنان من الصيادين، أولاف سالن و كارل توسفك، اكتشفوا بعض المعدن من بين الثلج. فلما اقتربوا منه تبين لهم انه جزء من قارب. في القارب وجدوا العديد من المعدات المتجمدة في الثلج و من بينها خطاف قارب منقوش عليه "بعثة استكشاف أندريه 1986". في تلك اللحظات القبطان إلياسن أتى إلى الجزيرة و قد قرر انه من اللازم التحقيق في الأمر.
يقع الاكتشاف على الجانب الشمالي الغربي من تل صخري، وكان من أول الأشياء التي تم العثور عليها هيكل عظمي جزئي لرجل، نصفه مدفون في الثلج والجليد. و قد نبشت الدببة الجسد بشدة. وكان جزء كبير من الجسد العلوي من الجثة مفقودًا، لكن رمز واحد فقط على السترة حدد الجثة على أنها جثة أندريه. تم العثور على عدد من الأدوات والمصنوعات اليدوية الأخرى، بما في ذلك مذكرات، ولكن صفحات اليوميات كانت مغلقة معًا بواسطة الغراء الذي ذاب وأعيد تجميده على الكتيب بأكمله ولا يمكن فتحه. وفي مكان قريب كان القارب نصفه مدفونًا على جانبه في الجليد ونصفه مملوءًا بالجليد. عندما نظر إلياسن والعلماء عبر الجليد، رأوا ملابس ومعدات وعلمًا سويديًا ملفوفًا وعظامًا.
وعلى بعد عدة ياردات من المعسكر، عثر أحد الرجال على ما يبدو أنه قبر به جمجمة ملقاة على الصخور. كان من المفترض أن الشخص قد دُفن تحت كومة من الصخور ولكن القبر قد نبشته الحيوانات. ومن هذا القبر، تمكن الباحثون من انتشال جزء كبير من الهيكل العظمي. من المحتمل أنه كان قبر رفيق أندريه، المصور نيلز سترندبيرغ بسبب الأحرف على ملابسه

## خلفية
تم اكتشاف جزيرة فيكتوريا بتاريخ 20 يوليو 1898 من قبل قبطانين نرويجيين، يوهانس نيلسن ولودفيج برنارد سيبولونسن. في اليوم التالي، شاهد الكابتن نيلسن، من اليخت البخاري فيكتوريا ، الذي يملكه المغامر الإنجليزي أرنولد بايك [الإنجليزية] ، الجزيرة و سماها بعد اسم اليخت
وفقًا لمعاهدة سبيتسبيرجين ، تنازلت النرويج عن سيادة أرخبيل سفالبارد عام 1920، والذي يضم جميع الجزر الواقعة بين 10° و35° شرقًا و74° و81° شمالًا. على الرغم من أن جزيرة فيكتوريا تقع على بعد أقل من 35 ميلًا بحريًا فقط (حوالي 62 كم) من جزيرة كفيتويا النرويجية (الجزيرة البيضاء)، وتقع شرق الأراضي النرويجية. وبالتالي، كانت الجزيرة تعتبر أرضًا مباحة ، حتى صدور مرسوم سوفيتي في عام 1926 يطالب بقطاع سوفيتي في منطقة القطب الشمالي يشمل أيضًا أرض فرانز جوزيف وجزيرة فيكتوريا.
بعد المحاولة الفاشلة على أرض فرانز جوزيف وهبوط بعثة سوفياتية هناك في عام 1929، تركزت الجهود النرويجية على تأمين جزيرة فيكتوريا للنرويج. توجهت السفينة M/S Bratvaag مع طاقمها المختلط من علماء الفقمات والعلماء إلى بحر القطب الشمالي في صيف عام 1930، بهدف المطالبة بجزيرة فيكتوريا باسم مالك السفينة هارالد ليت.